# Drapeau de la RSS de Biélorussie

Drapeau de la République socialiste soviétique de Biélorussie

Le drapeau de la RSS de Biélorussie a été adopté par la RSS de Biélorussie, le 25 décembre 1951.
Auparavant, le drapeau était rouge avec les caractères cyrilliques БССР (BSSR) en or à haut à gauche du drapeau. Encore auparavant, entre 1937 et les années 1940, le drapeau fut le même, mais avec la faucille et le marteau au-dessus des lettres БССР.
Entre 1919 et 1937, le drapeau fut rouge, avec les lettres cyrilliques ССРБ (SSRB), toujours en haut à gauche. Avant 1919, un drapeau entièrement rouge fut utilisé. Le drapeau final de la RSS de Biélorussie fut utilisé jusqu'en 1991, lors de la chute de l'Union soviétique. Depuis 1995 et à la suite du référendum organisé par Alexandre Loukachenko le drapeau de la Biélorussie reprend à nouveau le drapeau utilisé sous l'ère soviétique sans la faucille, le marteau et l'étoile.

Drapeau de la RSS lituano-biélorusse en 1919
Drapeau de la RSS de Biélorussie de 1919 à 1927
Drapeau de la RSS de Biélorussie de 1927 à 1937
Drapeau de la RSS de Biélorussie de 1937 à 1951